# Barbara Guest
Barbara Guest, nacida Barbara Ann Pinson (Wilmington, Carolina del Norte, 6 de septiembre de 1920 - Berkeley, California, 15 de febrero de 2006) fue una poeta y escritora estadounidense, miembro de la primera generación de la Escuela de Nueva York.

## Biografía
Barbara Anna Pinson nació en Wilmington, Carolina del Norte, pero tras la temprana muerte de su padre tuvo que irse a casa de unos parientes, en California, donde se crio.
Tenía once años cuando sintió interés por la poesía, pero no estaba contenta en su escuela de Florida y decidió irse sola en un autobús hasta Los Ángeles, para vivir con sus tíos y continuar allí sus estudios. Asistió a la escuela secundaria de Beverly Hills y después fue a la Universidad de California.
Asistió a la UCLA y luego obtuvo un BA en general del plan de Humanidades en 1943 en la Universidad de Berkeley. En los años 50 se trasladó a vivir a Nueva York y enseguida formó parte del mundo del arte y de la New York School of poets. Escribió como editora asociada en el ARTnews Magazine desde 1951 a 1959.
Su primer libro, publicado por la galería Tibor de Nagy, fue The Location of things, que incluye el estimulante y sexualmente cargado Parachute.
Se consideró como su colección más importante Fair Realism (1989), que incluye un relato de Dora Maar, la mesa de mármol rosa de Matisse, y el largo The Nude
A lo largo de sesenta años escribió más de 15 libros de poesía.
En 1999 fue galardonada con la Medalla Robert Frost a una carrera literaria por la Sociedad de Poesía de América. 
También escribió crítica de arte, ensayos y obras de teatro. Sus collages aparecieron en las portadas de varios de sus libros poéticos, y es conocida por su biografía de la poetisa Hilda Doolittle: Herself Defined: The Poet H.D. and Her World (Collins, 1985).

## Obra
- The Location of Things (Tibor de Nagy, 1960)
- Poems: The Location of Things, Archaics, The Open Skies (Doubleday & Company, 1962)
- The Open Skies (1962)
- The Blue Stairs (Corinth Books, 1968)
- Moscow Mansions (Viking, 1973)
- The Countess from Minneapolis (Burning Deck Press, 1976)
- Seeking Air (Black Sparrow, 1977; reprint, Los Angeles: Sun & Moon Press, 1997)
- The Türler Losses (Montréal: Mansfield Book Mart, 1979)
- Biography (Burning Deck, 1980)
- Quilts (Vehicle Edition, 1981)
- Herself Defined: The Poet H. D. and Her World (Doubleday & Co. 1984)
- Fair Realism (Sun & Moon Press, 1989)
- Musicality (1988)
- Defensive Rapture (Sun & Moon Press, 1993)
- Selected Poems (Sun & Moon Press, 1995)
- Quill Solitary, Apparition (The Post-Apollo Press, 1996)
- Seeking Air (Sun & Moon Press, 1997)
- Etruscan Reader VI (con Robin Blaser y Lee Harwood) (1998)
- Rocks on a Platter (Wesleyan, 1999)
- If So, Tell Me (Reality Street Editions, UK, 1999)
- The Confetti Trees (Sun & Moon, 1999)
- Symbiosis (Berkeley: Kelsey Street Press Archivado el 3 de octubre de 2016 en Wayback Machine., 2000)
- Miniatures and Other Poems (Wesleyan University Press, 2002)
- Forces of Imagination: Writing on Writing (Kelsey Street Press Archivado el 3 de octubre de 2016 en Wayback Machine., 2003)
- Durer in the Window: Reflexions on Art (Roof Books, 2003)
- The Red Gaze (Wesleyan University Press, 2005)
- Fallschirme, Gebliebter. Ausgewählte Gedichte (German, Bilingual Edition, luxbooks, 2008)
- The Collected Poems of Barbara Guest (Middletown, CT: Wesleyan University Press, 2008)